# Valle de Mường Thanh
El Valle de Muong Thanh es un valle situado en el distrito de Điện Biên del noroeste del país asiático de Vietnam. El valle es de aproximadamente 12 millas de largo por 3 millas de ancho. Una cuenca en forma de corazón, el valle está rodeado por una región llena de selvas, campos de arroz, y los lagos. Ubicado en el Valle Muong Thanh esta la ciudad de Dien Bien Phu. La capital de la provincia de Dien Bien, Dien Bien Phu es famosa por ser el sitio de una larga batalla entre las fuerzas francesas y vietnamitas, entre marzo y mayo de 1954.